# Mercedario
El Cerro Mercedario, amb 6.720 msnm, és el cim més alt de la cordillera de la Ramada i el vuitè dels Andes. Es troba uns 100 km al nord de l'Aconcagua, a la província argentina de San Juan. La primera ascensió del cim va tenir lloc el 1934 per Adam Karpiński i Wiktor Ostrowski, membres de l'expedició polonesa liderada per Konstanty Jodko-Narkiewicz. En arribar al cim van erigir un cairn.